# Leo Xu Projects
LEO XU PROJECTS是位于上海的当代艺术画廊，代理多位中国和国际青年艺术家，由许宇(Leo Xu)创办。画廊座落于中華人民共和國上海市徐匯區淮海路衡山路一带（即1943年前的上海法租界），于2011年9月9日开幕。